# English School

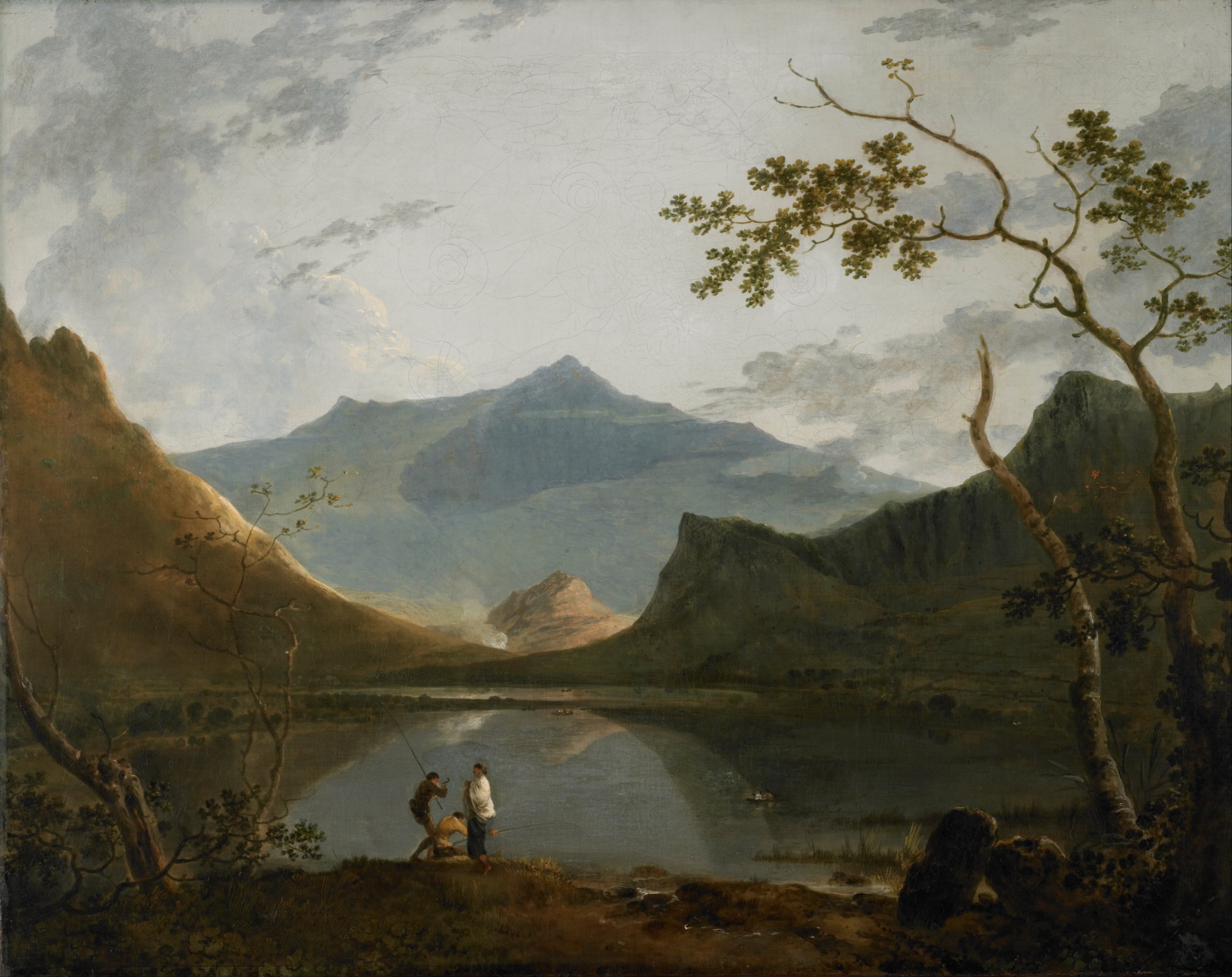
Der Mont Snowdon von Richard Wilson gemalt (1765)

In der Malerei und der Kunstgeschichte bezeichnet der Begriff English school mehr einen Zeitabschnitt und die Herkunftsregion von Malern zwischen 1750 und 1850 als einen klar umrissenen Malstil oder einen festen Kanon von Bildthemen. Er bezieht sich auf die Übergangsepoche der Malerei in England kurz nach der politischen Vereinigung der beiden Königreiche von 1707 nach der eng mit der Reformation verbundenen Renaissance bis hin zu den Präraffaeliten (englisch) Pre-Raphaelites, des 19. Jahrhunderts beziehungsweise der Arts-and-Crafts-Bewegung. Eine Persönlichkeit, in der sich die veränderte Haltung zur Malerei verkörpert, ist neben Thomas Gainsborough (1727–1788) sicher Joshua Reynolds (1723–1792), der an den Gründungen der Society for the encouragement of Arts, Manufactures & Commerce (RSA, 1754), der Society of Artists of Great Britain (1761) und der Royal Academy of Arts (1768) beteiligt war. Insbesondere letztere bietet eben nicht nur ein von Künstlern zum Teil kontrollierten Ausstellungsort – damals eine Errungenschaft –, sondern will auch Ausbildungsort für künftige Künstler sein. Neben die noch vom Barock beeinflussten Portraits und die Historienmalerei treten nun neue, quasi bewegte Seestücke und vor allem die Landschaftsmalerei, beginnend mit Richard Wilson (1714–1782, seit 1755 wieder in England). War Landschaft bis dahin (vgl. Great Style/Grand Manner) ein Versatzstück in Portraits kann sie nun ihren eigenen Platz in der Kunst einnehmen. Egal ob Idealisierung oder naturgetreues, quasi riesiges, Stillleben eines bestimmten Ortes können Malstil und Farben hier auch ohne eine durch Figuren inszenierte Geschichte Emotionen transportieren.
Der Maler und Kupferstecher William Hogarth (1697–1764) in London wird als einer der ersten „modernen“ zur „English school“ gezählten Künstler genannt. Am Ende des Zeitabschnitts stehen Künstler wie Charles Lock Eastlake (1793–1865; ab 1841 Sekretär der Fine Arts Commission, 1. Präsident der Photographic Society ab 1853 und ab 1855 1. Direktor der National Gallery). Die Entwicklung des Malstils und die Einflüsse auf den Stil in der Epoche lassen sich bei dem über mehrere Jahrzehnte entstandenem umfangreichen und sich stetig veränderndem Werk William Turners (1775–1851) gut beobachten, der fast alle diese Maltraditionen in Öl und im Aquarell aufnimmt und am Ende seines Werks schon auf den Impressionismus hin arbeitet.

John Constable: Seascape Study with Rain Cloud, 1827

## Weitere der Malrichtung zugeschriebene Personen
- John Constable (1776–1837)
- William Marlow (1740–1813)
- Paul Sandby (1731–1809)
- Samuel Scott (1702–1772)
- Clarkson Stanfield (1793–1867; ab 1829 Präsident der von ihm 1823 mitgegründeten Royal Society of British Artists)
- William Turner (1789–1862; um Verwechslungen vorzubeugen meist Turner of Oxford genannt, dort sein Wirkungsfeld)
- Joseph Wright of Derby (1734–1797)

## Begrifflichkeiten und deren Abgrenzung
Der Begriff English school wird im Deutschen normalerweise nicht übersetzt – in Frankreich und Spanien schon. Er sollte jedenfalls nicht mit einer Zusammenfassung der gesamten Malerei in England seit den Römern unter einem Schlagwort verwechselt werden. Eine gewisse Regionalisierung der English school im Königreich ist die bald einsetzende Norwich School.
In Europa insgesamt ist in dieser Epoche von der Akademischen Kunst, auch dem Akademischen Realismus oder Akademismus die Rede. Dies hängt mit der Entstehung der Kunstakademien und deren technischen und ästhetischen Regeln zusammen. Vergleiche auch den Begriff Romantik (englisch Romanticism) in der Literatur, der in England auch als Oberbegriff für die gesamte Kunst verwendet wird und dem dort oft auch diese Maler und ihr Werk zugeordnet werden.